# Muskingum College
Muskingum College, od roku 2010 Muskingum University, je vysoká škola nacházející se v New Concordu v Ohiu, přibližně šedesát mil od Columbusu v Ohiu. Byla založena v roce 1837 a je přidružená k Presbytariánské církvi. Školní barvy jsou černá a purpurová. Maskotem školy je „bojující muskie“. Škola má asi 3000 studentů, 1700 v bakalářských programech a 1300 v navazujících. Nejslavnějším absolventem je americký astronaut John Glenn.